# 赵川镇 (商南县)
赵川镇，是中华人民共和国陕西省商洛市商南县下辖的一个乡镇级行政单位。
2015年，陕西省民政厅批复同意撤销魏家台镇，并入赵川镇。

## 行政区划
赵川镇下辖以下地区：
前川村、后川村、寨子河村、东岳坡村、石堰河村、双龙村、马蹄沟村、淤泥湾村、老府湾村、魏家台村、松树垭村、大阳坡村、大泥池村、寇家村、耀岭村和文化坪村。